# East Glacier Park Village
East Glacier Park Village és una concentració de població designada pel cens dels Estats Units a l'estat de Montana. Segons el cens del 2000 tenia 396 habitants.

## Demografia
Segons el cens del 2000, East Glacier Park Village tenia 396 habitants, 148 habitatges, i 101 famílies. La densitat de població era de 35,1 habitants per km².
Dels 148 habitatges en un 35,1% hi vivien nens de menys de 18 anys, en un 50,7% hi vivien parelles casades, en un 14,2% dones solteres, i en un 31,1% no eren unitats familiars. En el 23% dels habitatges hi vivien persones soles el 4,1% de les quals corresponia a persones de 65 anys o més que vivien soles. El nombre mitjà de persones vivint en cada habitatge era de 2,68 i el nombre mitjà de persones que vivien en cada família era de 3,27.
Per edats la població es repartia de la següent manera: un 32,1% tenia menys de 18 anys, un 5,6% entre 18 i 24, un 28,8% entre 25 i 44, un 26,5% de 45 a 60 i un 7,1% 65 anys o més.
L'edat mediana era de 36 anys. Per cada 100 dones de 18 o més anys hi havia 92,1 homes.
La renda mediana per habitatge era de 37.417 $ i la renda mediana per família de 39.250 $. Els homes tenien una renda mediana de 32.250 $ mentre que les dones 27.917 $. La renda per capita de la població era de 17.318 $. Aproximadament el 14,3% de les famílies i el 14,1% de la població estaven per davall del llindar de pobresa.

## Poblacions més properes
El següent diagrama mostra les poblacions més properes.

## Turisme
- Parc Nacional de les Glaceres. Declarat Patrimoni de la Humanitat per la UNESCO.